# Nitrate de strontium
Le nitrate de strontium (Sr(NO₃)₂) est un composé chimique réactif (comburant), contenant les éléments strontium, azote et oxygène dont la formule est Sr(NO3)2. I
Ce sel cristallin (à double réfraction optique), incolore et inodore, très soluble dans l'eau (~660 g/l à 20 °C), est utilisé en pyrotechnie pour des effets de couleur rouge quand il est exposé à une forte température (Schmeisser en 1794 est le premier à caractériser le strontium par la couleur de flamme, et il l'a fait avec du nitrate de strontium
Sr(NO3)2) ; c'est aussi lui qui donne la couleur rouge intense des fusées de détresse, visible de loin, même de jour, quand elles sont lancées en mer. Comme c'est aussi un oxydant puissant, il contribue à entretenir les réactions de combustion, ce qui le rend également dangereux. Il est présent dans certaines encres (encres techniques ou de sécurité) en tant que métal alcalino-terreux qui, combiné à d'autres substances, contribue à la luminosité et à la durabilité de certaines teintes rouges.
Au début du XXe siècle, le minéralogiste Paul Gaubert constate que le bleu de méthylène colore aussi les cristaux de nitrate de strontium hydraté qui se montrent alors très polychroïques, même s'ils sont très petits.
Du point de vue toxicologique, et en terme de santé environnementale, il est notamment classé comme irritant et substance dangereuse (comburant) par le règlement européen CLP (Classification, Labelling and Packaging). Voici les principaux risques associés :
- Nocif en cas d'ingestion (H302) : peut provoquer des troubles gastro-intestinaux ;
- Irritant pour la peau (H315) : peut causer des rougeurs ou des démangeaisons ;
- Irritation sévère des yeux (H319) : risque de lésions oculaires importantes ;
- Irritation des voies respiratoires (H335) : en cas d'inhalation de poussières ;
- Comburant puissant (H271) : il peut aggraver un feu ou un incendie ; il réagit vivement avec certains produits (ex : Magnesium-Poudre, Poudres métalliques, PVC: polychlorure de vinyle, Soufre) et peut causer une explosion en présence de matières combustibles, Réducteurs, Anhydride acétique, Hydrures et par forte chaleur. Il est incompatible avec certains matériaux (ex. : PVC, polychlorure de vinyle).

Il est aussi  classé par la Directive cadre sur l'eau dans la Liste indicative des principaux polluants (polluants métalliques (« Métaux et leurs composés ») ; et eutrophisants (« Substances contribuant à l'eutrophisation »).
Évaluation de la sécurité chimique : Selon sa fiche de sécurité « Aucune évaluation de la sécurité chimique n'a été effectuée pour la substance »

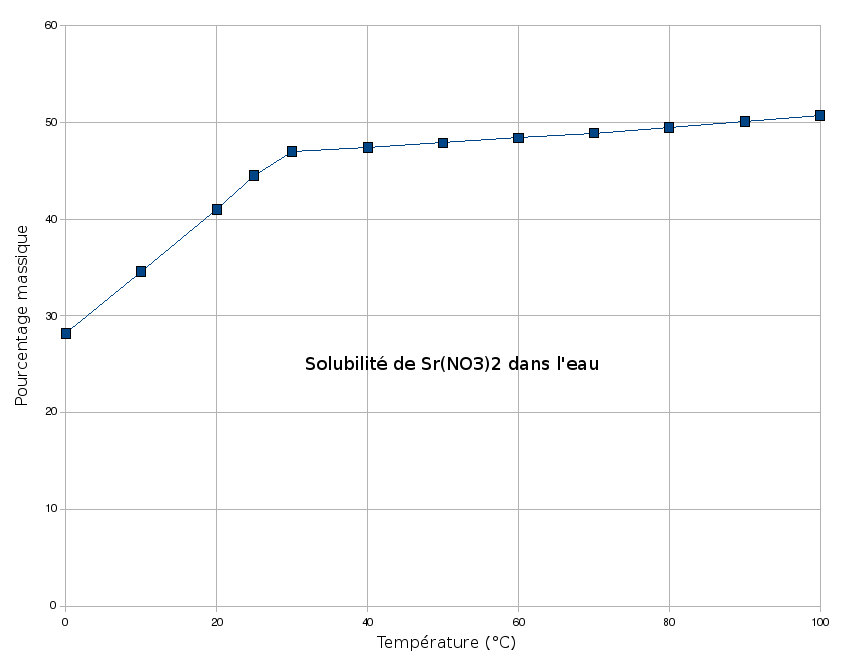
Solubilité dans l'eau

Selon une étude en double aveugle (2001), le nitrate de strontium pourrait réduire certaines sensations d'irritation cutanée chimiquement induite, ce qui pourrait peut être le rendre intéressant pour certaines formulations dermocosmétiques selon les auteurs. L'étude n'a cependant porté que sur huit personnes, volontaires, qui ont reçu un seul irritant, une seule fois, sur un avant-bras, une application topique d'un mélange contenant 20 % de nitrate de strontium dans 70 % d'acide glycolique (pH = 0,6), tandis que l'autre bras recevait l'acide glycolique seul en tant que témoin positif. L'intensité de l'irritation (picotements, brûlures, démangeaisons) a été mesurée chaque minute pendant 20 minutes, selon une échelle de 0 à 4. Le nitrate de strontium a significativement diminué la durée moyenne de l'irritation (passant de 24,4 ± 4,1 minutes à 8,9 ± 3,7 minutes ; p < 0,01), ; et il a atténué l'intensité globale de la sensation à tous les temps de mesure (p < 0,05),. 
D'autres auteurs envisagent de l'utiliser sous forme de nanoparticules thérapeutiques.